# Carmen Llywelyn
Carmen Llywelyn (Atlanta, Georgia, 16 de agosto de 1973) es una actriz y fotógrafa de arte estadounidense. También es conocida como Carmen Lee.

## Carrera
Empezó su carrera como actriz en 1996 en la película Drawing Flies, producida por View Askew Productions y dirigida por Matthew Gissing, Malcolm Ingram y producida por Kevin Smith. Hizo el papel de Kim en la película Persiguiendo a Amy de Kevin Smith, junto a Jason Lee, Ben Affleck y Joey Lauren Adams. También apareció en el 2000 en Cowboys and Angels junto a Radha Mitchell y Mia Kirshner. 
Estuvo en Free, película que protagonizó junto a Corin Nemec, Ione Skye y Randall Batinkoff. Tuvo roles más secundarios en las películas A Better Place, The Mod Squad y  en Never Been Kissed. Su última aparición en la pantalla grande fue 2001 en la película Jay y Bob el Silencioso contraatacan, dirigida por Kevin Smith, haciendo de una bella pelirroja, junto a su exmarido Jason Lee.
Fue nominada en 1998 a los MTV Movie Awards por el mejor beso, por la película Persiguiendo a Amy.

## Vida personal
Llywelyn estuvo casada con Jason Lee entre 1995 y 2001. Las razones por las que se divorciaron según Llywelyn fueron que Lee estaba más involucrado en la cienciología y en la actuación que en su matrimonio, llegando a puntos de extremo odio hacia Lee, los cuales aún repercuten hasta estos tiempos. Llywelyn sigue arrepintiéndose de haber desperdiciado tantos años de su vida junto a Lee.
A los 30 años tuvo gemelos, Lucian (el varón) y Lealy (la mujer), nacidos el 4 de agosto de 2004.